# 메디컬 탑팀
《메디컬 탑팀》은 2013년 10월 9일부터 2013년 12월 12일까지 방영된 MBC 수목 미니시리즈로, 광혜대병원을 배경으로 하여 각 분야에서 최고의 실력을 가진 의사들이 팀을 이뤄 환자를 치료하는 과정을 그린 메디컬 드라마이다.

## 등장 인물

### 주요 인물
- 권상우 : 박태신 역 (아역 : 이도현) - 외과 및 흉부외과 의사
- 정려원 : 서주영 역 - 흉부외과 의사, 임상교수
- 주지훈 : 한승재 역 - 내과과장, 중환자의학세부전문의
- 오연서 : 최아진 역 - 흉부외과 전공의 3년차
- 최민호 : 김성우 역 - 흉부외과 전공의 3년차
- 김영애 : 신혜수 역 - 부원장, 산부인과 의사

### 병원 사람들
- 안내상 : 장용섭 역 - 흉부외과 과장
- 이희진 : 유혜란 역 - 수술 전문 간호사
- 김기방 : 정훈민 역 - 신경외과 의사
- 조우리 : 여민지 역 - 외과 전문 간호사
- 알렉스 : 배상규 역 - 영상의학과 의사
- 박원상 : 조준혁 역 - 마취통증의학과 의사

### 주변 사람들
- 김청 : 한은숙 역 - 승재의 어머니 (특별출연)
- 갈소원 : 은바위 역 - 보육원에서 자란 귀엽고 해맑은 소녀
- 김성겸 : 이두경 역 - 광혜그룹 회장 (특별출연)
- 이대연 : 황철구 역 - 파란병원 원장

### 그 외 인물
- 오민석 : 홍 실장 역
- 김정학 : 성현재 역 - 과장
- 최효상
- 최민 : BA컨설팅 대표 역
- 신하연 : 호텔 직원 역 - 멜라스 증후군 환자 역
- 정민성 : 의사 역
- 유용범
- 조용상 : 신혜수의 비서 역
- 김주아 : 파란병원 간호사 역
- 김희라 : 파란병원 간호사 역
- 주부진 : 파란병원 입원환자 역
- 남정희 : 파란병원 입원환자 역
- 이한나 : 연이 역 - 파란병원 입원환자
- 이두석 : 양희선 역 - 응급의학과 의사
- 김효경
- 유겸 : 의사 역
- 방승빈 : 남수민 역 - 의사
- 정주리
- 서광재 : 의사 역
- 손종학 : 외과 과장 역
- 손선근 : 의사 역
- 신채원
- 김태랑
- 박기산 : 파란병원 입원환자 역
- 김추월 : 순대국집 사장 역
- 김선녀 : 순대국집 직원 역
- 손희순
- 이창 : 은바위 엄마의 남편 역
- 박성민
- 박규도
- 김은해
- 서진욱 : 윤리위원회 의원 역
- 고원희 : 유나연 역 - 공사장 추락 환자, 김성우의 고등학교 후배
- 이준희
- 이종민 : 응급의학과 의사 역
- 설창희 : 구급대원 역
- 조성희 : 구급대원 역
- 이도경 : 천만배 역 - 태신이 있었던 보육원 원장
- 박순천 : 춘애 역 - 태신의 생모인척 하는 여자
- 이선영
- 김진근 : 허동민 역 - 환자
- 이승주
- 신영진 : 허동민의 부인 역
- 손화령 : 정수연 역 - 쿠씽씨병 환자
- 서지미
- 백재진 : 김미순의 남편 역
- 장문석
- 최철규
- 오기환
- 오정원 : 환자 역
- 김지성 : 김미순 역 - 유방암 4기 환자
- 김우석 : 이영우 역 - 본 히펠 린다우 증후군 환자
- 최혜정
- 박상용
- 조우진 : 임 선생 역 - 내과의사, 이영우의 주치의
- 권형준 : 감염성 출혈 환자 역
- 오승찬 : 감염성 출혈 환자와 접촉한 남자 역
- 이채은 : 감염성 출혈 환자와 접촉한 여자 역
- 김기준 : 보험사 관계자 역
- 강철성 : 기자 역
- 오준성
- 주동희 : 구급대원 역
- 이맑음 : 김은혜 역 - 종격동 종양 임산부 환자
- 김은혜
- 김도형
- 민준현 : 세형그룹 비서실장 역
- 장가현 : 신경외과 의사 역
- 성찬호 : 메이슨 메디컬 센터 관계자 역
- 김태영 : 신경외과 의사 역
- 이가령 : 이동현 전무실 비서 역
- 고다은 : 재은 역
- 김정하 : 범준의 엄마 역
- 이신애

### 특별출연
- 박진우 : 송범준 역 - 세형그룹 막내아들, 대동맥 판막 폐쇄 부전 환자 (3~5회)
- 고정민 : 은바위의 엄마 역 (6~7회)
- 전노민 : 김태형 역 - 광혜그룹 자금금융본부장 (8~20회)
- 양형욱 : 이영우의 아버지 역 (13회, 16회)

### 아역
- 한도현
- 김시원

## 시청률
최저 시청률과 최고 시청률은 시청률 조사회사와 지역별로 시청률에 차이가 있을 수 있습니다.
| 2013년      | 2013년      | 2013년         | 2013년       | 2013년         | 2013년       |
| 회차        | 방송일      | TNmS 시청률    | TNmS 시청률  | AGB 시청률     | AGB 시청률   |
| 회차        | 방송일      | 대한민국(전국) | 서울(수도권) | 대한민국(전국) | 서울(수도권) |
| ----------- | ----------- | -------------- | ------------ | -------------- | ------------ |
| 제1회       | 10월 9일    | 6.5%           | 6.8%         | 7.3%           | 8.5%         |
| 제2회       | 10월 10일   | 6.5%           | 7.4%         | 7.0%           | 7.1%         |
| 제3회       | 10월 16일   | 6.5%           | 7.1%         | 7.2%           | 8.3%         |
| 제4회       | 10월 17일   | 6.3%           | 7.2%         | 6.1%           | 6.6%         |
| 제5회       | 10월 23일   | 5.6%           | 6.1%         | 5.5%           | 5.8%         |
| 제6회       | 10월 24일   | 5.9%           | 6.3%         | 5.8%           | 6.1%         |
| 제7회       | 10월 30일   | 4.7%           | 5.1%         | 4.9%           | 5.1%         |
| 제8회       | 10월 31일   | 5.9%           | 6.0%         | 6.4%           | 6.8%         |
| 제9회       | 11월 6일    | 5.2%           | 6.4%         | 4.4%           | 5.0%         |
| 제10회      | 11월 7일    | 4.7%           | 5.0%         | 3.8%           | 4.6%         |
| 제11회      | 11월 13일   | 4.3%           | 5.3%         | 3.9%           | 4.6%         |
| 제12회      | 11월 14일   | 3.9%           | 4.5%         | 3.6%           | 4.3%         |
| 제13회      | 11월 20일   | 6.0%           | 7.0%         | 5.7%           | 6.0%         |
| 제14회      | 11월 21일   | 5.7%           | 6.5%         | 6.0%           | 6.9%         |
| 제15회      | 11월 27일   | 5.7%           | 5.9%         | 5.5%           | 6.5%         |
| 제16회      | 11월 28일   | 5.5%           | 5.8%         | 5.1%           | 5.8%         |
| 제17회      | 12월 4일    | 6.0%           | 7.0%         | 5.4%           | 5.8%         |
| 제18회      | 12월 5일    | 5.3%           | 5.7%         | 5.8%           | 6.7%         |
| 제19회      | 12월 11일   | 5.0%           | 6.0%         | 5.3%           | 6.0%         |
| 제20회      | 12월 12일   | 5.5%           | 6.0%         | 5.6%           | 6.2%         |
| 평균 시청률 | 평균 시청률 | 5.5%           | 6.1%         | 5.5%           | 6.1%         |

## 동시간대 드라마
- KBS 수목 미니시리즈

《비밀》 (2013년 9월 25일 ~ 2013년 11월 14일)
《예쁜 남자》 (2013년 11월 20일 ~ 2014년 1월 9일)
- SBS 수목 미니시리즈

《상속자들》 (2013년 10월 9일 ~ 2013년 12월 12일)